# Hyperolius wermuthi
Espèce
Statut de conservation UICN

 NT  : Quasi menacé
Hyperolius wermuthi est une espèce d'amphibiens de la famille des Hyperoliidae.

## Répartition
Cette espèce se rencontre jusqu'à probablement 1 000 m d'altitude, :
- dans le sud de la Guinée ;
- au Liberia ;
- dans le sud-ouest de la Côte d'Ivoire.

## Étymologie
Cette espèce est nommée en l'honneur d'Heinz Wermuth.

## Publication originale
- Laurent, 1961 : Note sur les Hyperolius et quelques Afrixalus (Saleintia) du Musée de Berlin. Revue de Zoologie et de Botanique Africaines, Tervuren, vol. 64, p. 65-96.